# Prentiss, Mississippi
Prentiss är administrativ huvudort i Jefferson Davis County i Mississippi. Enligt 2020 års folkräkning hade Prentiss 976 invånare. Orten har fått sitt namn efter politikern Seargent Smith Prentiss.